# Auditori Enric Granados
Auditori Enric Granados és una obra de Lleida protegida com a bé cultural d'interès local. És un escenari d'actuacions musicals de la ciutat de Lleida. Consta d'una sala simfònica, i una sala de cambra. La primera disposa d'un aforament de 803 butaques i la segona de 245, estant aquesta darrera sala dedicada a la música de cambra. L'edifici fou obra dels arquitectes lleidatans Ramon Artigues i Ramon Sanabria. El curtmetratge Sonata in Motion va ser rodat en part en les instal·lacions de l'Auditori.

## Descripció
L'auditori Enric Granados és un volum prismàtic amb una mitgera i tres façanes urbanes, dos d'aquestes segueixen la trama urbana i la tercera dona a una plaça.
La façana principal presenta un gran arc de formigó que assenyala l'accés principal, i una gran llosa de formigó remata la façana. Les façanes laterals de l'edifici estan dissenyades per ser vistes del biaix. La façana està constituïda per un tancament de fabrica de totxo, aïllament i per sobre un aplacat penjat de pedra amb fixació mecànica.
L'interior s'organitza a partir de tres bandes longitudinals. A la part central hi ha el foyer d'accés i les dues sales d'audicions. Les dues cruïlles que estan al costat de les façanes laterals contenen les dependències de mida més reduïda (aules seminaris, oficines i serveis).